# Stiftelsen Brita Maria Renlunds minne
Stiftelsen Brita Maria Renlunds minne sr är en svenskspråkig stiftelse som grundades 1918 på basen av Karl Herman Renlunds (1850–1908) testamente. Brita Maria Renlund var Karl Herman Renlunds mamma. 
Stiftelsen Brita Maria Renlunds minnes främsta mål är att öka välmående för barn och unga genom att skapa hopp och framtidstro. Stiftelsen beviljar bidrag till organisationer som på olika sätt stödjer barn och unga, till exempel genom förebyggande verksamhet eller genom fokuserad verksamhet för att förhindra barnfattigdom och utslagning. 
Stiftelsen leds av vd Birgitta Forsström. Styrelseordförande är Mia Holmbäck. Stiftelsen delar årligen ut kring tio miljoner euro i bidrag.  Stiftelsen Brita Maria Renlunds minne är medlem i föreningen Stiftelser och fonder rf.
Stiftelsen har bland annat bidragit till finansieringen av Helsingfors nya barnsjukhus. 
Svenska kulturfonden (med anknytning till Svenska folkpartiet) och Stiftelsen Brita Maria Renlunds minne är grundare av Stiftelsen Nya Barnsjukhusets Stöd.

## Stiftelsens ändamål
Stiftelsens ändamål som de fastställs i stiftelsens stadgar: 
Att stödja och utveckla vård som främjar välmående hos barn oberoende av vårdnadshavarnas nationalitet, religion eller språk.
Att främja skolmiljöer, småbarnspedagogik samt välmående för barn och unga, vilka erhåller sin fostran och undervisning på svenska.
Stiftelsens verksamhet omfattar hela Finland, särskilt städerna Helsingfors och Karleby. 
Stiftelsen förverkligar sitt ändamål genom att bevilja understöd till samfund och institutioner som idkar ovan avsedd verksamhet, genom att själv bedriva sådan verksamhet eller genom att stödja eller förbättra utbildningen eller verksamhetsförutsättningarna för personer som handhar ovan avsedd verksamhet i hela Finland. Stiftelsen kan även i övrigt stödja och idka all annan laglig verksamhet som främjar och stödjer stiftelsens ändamål.
I enlighet med grundarens önskan har styrelsen för Stiftelsen Brita Maria Renlunds minne inkluderat enbart kvinnor.  Stiftelsen äger 23 lägenheter i Victoriakvarteret och 26 lägenheter i kvarteret Isabella på Busholmen. Lägenheterna är i första hand avsedda för daghemspersonal och lärare inom svenskspråkig grundläggande utbildning, gymnasie- och yrkesutbildning (inte språkbad) och studeranden inom de områden. 
Från den årliga avkastningen av stiftelsens tillgångar får högst en fjärdedel läggas till kapitalet. Resten används för att främja stiftelsens ändamål.